# 天主教科爾多瓦教區 (墨西哥)
天主教科爾多瓦教區（拉丁語：Dioecesis Cordubensis in Mexico）是墨西哥一個羅馬天主教教區，屬哈拉帕總教區。
教區於2000年4月15日成立，位於韋拉克魯斯州，2006年時有650,938名教友（佔轄區總人口92.0%）、39個堂區和70名司鐸。
現任教區主教為愛德華·西里洛·卡爾莫納-奧爾特加，榮休主教為愛德華·波菲里奧·帕蒂尼奧-萊阿爾。